# Jingle Bell Ball
Jingle Bell Ball – coroczny festiwal muzyczny odbywający się w pierwszy lub drugi weekend grudnia na O₂ Arenie w Londynie, organizowany przez brytyjską sieć radiową Capital FM. Najpopularniejszymi headlinerami owego wydarzenia byli m.in. Katy Perry, Taylor Swift, Lady Gaga, Little Mix, Justin Bieber, czy również Ed Sheeran. Dochody ze sprzedaży biletów są przyznawane Global's Make Some Noise, sztandarowej fundacji charytatywnej Capital.

## Rozpiska

### 2019
Dwunasta edycja Jingle Bell Ball odbędzie się między 7 a 8 grudnia 2019 roku na arenie O₂ w Londynie. Jej ponownymi gospodarzami zostaną prowadzący audycji The Official Big Top 40, Will Manning, a także Aimee Vivian. Występujący na niej artyści ujawniani byli co każdy poranek od 4 do 8 listopada br. na żywo ze studia radia zlokalizowanego w Leicester Square.

#### Line-up
Headlinerzy zostaną zaznaczeni pogrubioną czcionką.
- Artyści, którzy wystąpili w sobotę, 7 grudnia: Liam Payne, Jonas Blue, Aitch, Young T & Bugsey, Ava Max, Lauv, Regard, Jax Jones, Rita Ora, Harry Styles, Stormzy

- Artyści, którzy wystąpią w niedzielę, 8 grudnia: Anne-Marie, Sigala, AJ Tracey, Tom Walker, Mabel, Joel Corry, The Script, Sam Feldt, Sam Smith, Taylor Swift

#### Setlisty

##### 7 grudnia
| Liam Payne |
| --- |
| 1. "Strip That Down" (wersja solowa bez Quavo) 2. "Familiar" (wersja solowa bez J Balvina) 3. "Get Low" (wersja solowa bez Zedda) 4. "Bedroom Floor" 5. "Stack It Up" (wersja solowa bez A Boogie wit da Hoodie) |

| Jonas Blue |
| --- |
| 1. "Perfect Strangers" (z JP Cooperem) 2. "By Your Side" (z Raye) 3. "Back & Forth" (wersja solowa bez MK'a i Becky Hill) 4. "Younger" (z HRVY'm) 5. "What I Like About You" (wersja solowa bez Theresy Rex) 6. "Mama" (wersja solowa bez Williama Singe) 7. "Polaroid" (z Liamem Paynem) |

| Aitch                                                  |
| ------------------------------------------------------ |
| 1. "Taste (Make It Shake)" 2. "Buss Down" (z ZieZie'm) |

| Young T & Bugsey                |
| ------------------------------- |
| 1. "Strike a Pose" (z Aitch'em) |

| Ava Max                                      |
| -------------------------------------------- |
| 1. "So Am I" 2. "Torn" 3. "Sweet but Psycho" |

| Lauv |
| --- |
| 1. "I'm So Tired..." (wersja solowa bez Troye Sivana) 2. "I Like Me Better" 3. "Fuck, I'm Lonely" (wersja solowa bez Anne-Marie) |

| Regard                        |
| ----------------------------- |
| 1. "Ride It" (z Jayem Seanem) |

| Jax Jones |
| --- |
| 1. "All Day and Night" (wersja solowa bez Martina Solveiga i Madison Beer) 2. "This Is Real" (z Ellą Henderson) 3. "Play" (wersja solowa bez Olly'ego Alexandra, wraz elementami utworu "One More Time" duetu Daft Punk) 4. "Breathe" (wersja solowa bez Iny Wroldsen, wraz z elementami wersji oryginalnej i remiksu utworu "Insomnia" grupy Faithless) 5. "Ring Ring" (wersja solowa bez Mabel i Rich the Kida, wraz z elementami wersji oryginalnej i remiksu utworu "Be Faithful" Fatmana Scoopa) 6. Freestyle (wraz z elementami utworu "Calabria 2007" Enura oraz "House Work" Jonesa z gościnnym udziałem MNEK-a i Mike'a Dunna) 7. "Harder" (wersja solowa bez Bebe Rexhy, remiks) 8. "One Touch" (wersja solowa bez Jess Glynne) 9. "Instruction" (wersja solowa bez Demi Lovato i Stefflon Don) |

| Rita Ora |
| --- |
| 1. "Let You Love Me" 2. "Your Song" 3. "I Will Never Let You Down" 4. "Ritual" (z Jonasem Blue) 5. "Lonely Together" 6. "Anywhere" |

| Harry Styles |
| --- |
| 1. "Lights Up" 2. "Adore You" 3. "Sign of the Times" 4. "Watermelon Sugar" 5. "What Makes You Beautiful" (cover utworu One Direction) |

| Stormzy |
| --- |
| 1. "Big for Your Boots" 2. "Own It" (skrócona wersja solowa bez Eda Sheerana i Burna Boya) 3. "Take Me Back to London" (skrócona wersja solowa bez Eda Sheerana) 4. "Crown" 5. "Blinded by Your Grace, Pt. 2" (wersja solowa bez MNEK-a) 6. "Vossi Bop" |

##### 8 grudnia
| Anne-Marie |
| --- |
| 1. "Ciao Adios" 2. "2002" 3. "Fuck, I'm Lonely" (wersja solowa bez Lauva) 4. "Perfect to Me" 5. "Rockabye" (wersja solowa bez Clean Bandit i Seana Paula) 6. "Friends" (wersja solowa bez Marshmello) |

| Sigala |
| --- |
| 1. "Easy Love" 2. "Lullaby" (wersja solowa bez Palomy Faith) 3. "We Got Love" (z Ellą Henderson) 4. "Give Me Your Love" (wersja solowa bez Johna Newmana i Nile’a Rodgersa) 5. "All I Want for Christmas Is You" (utwór Mariah Carey, puszczony z taśmy) 6. "Came Here for Love" (z Ellą Eyre) 7. "Just Got Paid" (bez Meghan Trainor i French Montany, z Ellą Eyre) 8. "Wish You Well" (z Becky Hill) |

| AJ Tracey           |
| ------------------- |
| 1. "Ladbroke Grove" |

| Tom Walker                                                       |
| ---------------------------------------------------------------- |
| 1. "Better Half of Me" 2. "Just You and I" 3. "Leave a Light On" |

| Mabel |
| --- |
| 1. "Don't Call Me Up" 2. "Fine Line" (wersja solowa bez Not3s) 3. "Loneliest Time of Year" 4. "Mad Love" 5. "God Is a Dancer" (wersja solowa bez Tiësto) |

| Joel Corry                |
| ------------------------- |
| 1. "Sorry" (z Hayley May) |

| The Script |
| --- |
| 1. "For the First Time" 2. "Hall of Fame" (wersja solowa bez will.i.ama) 3. "Breakeven" 4. "The Man Who Can't Be Moved" 5. "The Last Time" |

| Sam Feldt                                            |
| ---------------------------------------------------- |
| 1. "Post Malone" (z Rani) 2. "Show Me Love" (z Rani) |

| Sam Smith |
| --- |
| 1. "Dancing with a Stranger" (wersja solowa bez Normani Kordei) 2. "Latch" (wersja solowa bez Disclosure) 3. "How Do You Sleep?" 4. "Promises" (wersja solowa bez Calvina Harrisa) 5. "Stay with Me" 6. "Too Good at Goodbyes" |

| Taylor Swift |
| --- |
| 1. "Blank Space" 2. "Me!" (wersja solowa bez Brendona Urie) 3. "London Boy" 4. "Lover" 5. "We Are Never Ever Getting Back Together" 6. "22" 7. "You Need to Calm Down" 8. "Christmas Tree Farm" 9. "Shake It Off" |